# Malý vrch (679 m)
Malý vrch (679 m n.p.m.) - najwyższy „szczyt” Płaskowyżu Silickiego w Krasu Słowacko-Węgierskiego na Słowacji.
Znajduje się na północno-zachodniej krawędzi płaskowyżu. Ma formę łagodnego, zalesionego wzniesienia, podnoszącego się niespełna 30 m ponad poziom płaskowyżu, lecz opadającego skalnymi urwiskami ku dolinie płynącej 400 m niżej rzeki Slaná między Brzotínem a Slavcem. 
Malý vrch leży w granicach Parku Narodowego Kras Słowacki. Wspomniane urwiska objęte są ochroną w rezerwacie przyrody Brzotínske skaly, którego wschodnia granica biegnie przez szczyt wzniesienia. Niespełna 200 m na wschód od wzniesienia wiodą zielone znaki szlaku turystycznego, obiegającego większą część płaskowyżu, tu na odcinku horáreň Závozná (Slavec) – Lukáčova bučina (Jovice).